# Enrico Caruso
Enrico Caruso (Nápoles, 25 de fevereiro de 1873 — Sorrento, 2 de agosto de 1921) foi um lendário tenor italiano, considerado, inclusive pelo ilustre Luciano Pavarotti, o maior intérprete da música erudita de todos os tempos. Com vasto repertório, Caruso foi o primeiro cantor clássico a atrair grandes plateias em todo o mundo e ainda hoje figura entre os maiores intérpretes clássicos da história. Sua interpretação de Vesti la giubba, da ópera Pagliacci, foi a primeira gravação na história a vender 1 milhão de cópias.

## Biografia

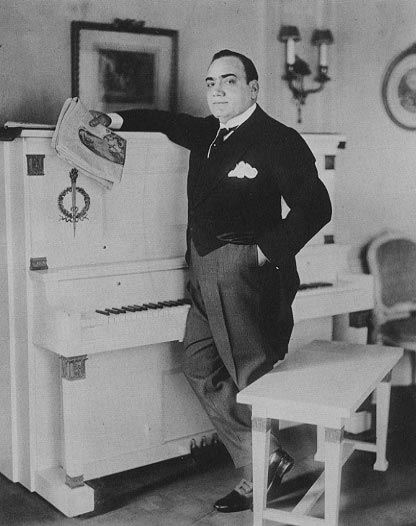
Enrico Caruso junto de seu piano.

Começou a carreira em 1894, aos 21 anos de idade, na cidade natal. Recebeu as primeiras aulas de canto de Guglielmo Vergine. Atuou, entre outras óperas, na estreia de Fedora e La Fanciulla del West, do compositor italiano Giacomo Puccini. As mais famosas interpretações foram como Canio na ópera I Pagliacci, de Leoncavallo e como Radamés, em Aida, de Giuseppe Verdi. Na metade da década de 1910 já era conhecido internacionalmente. Era constantemente contratado pela Metropolitan Opera de Nova Iorque, relação que persistiu até 1920. Caruso foi eternizado pelo agudo mais potente já conhecido, e por muitos considerado o melhor cantor de ópera de todos os tempos. 
O compositor lírico Giacomo Puccini e o compositor de canções populares Paolo Tosti foram seus amigos e compuseram obras especialmente para ele.
Caruso apostou na nova tecnologia de gravação de som em discos de cera e fez as primeiras 20 gravações em Milão, em 1895. Em 1903, foi para Nova Iorque e, no mesmo ano, deu início a gravações fonográficas pela Victor Talking Machine Company, antecessora da RCA-Victor. Caruso foi um dos primeiros cantores a gravar discos em grande escala. A indústria fonográfica e o cantor tiveram uma estreita relação, que ajudou a promover comercialmente a ambos, nas duas primeiras décadas do século XX. Suas gravações foram recuperadas e, remasterizadas, encontraram o meio moderno e duradouro de divulgação de sua arte no disco compacto, CD.
O repertório de Caruso incluía cerca de sessenta óperas, a maioria delas em italiano, embora ele tenha cantado também em francês, inglês, espanhol e latim, além do dialeto napolitano, das canções populares de sua terra natal. Cantou perto de 500 canções, que variaram das tradicionais italianas até as canções populares do momento.
Sua vida foi tema de um filme norte-americano, permeado de ficção, intitulado O Grande Caruso (The Great Caruso), de 1951, com o cantor lírico Mario Lanza interpretando Caruso. Devido ao seu conteúdo altamente ficcional, o filme foi proibido na Itália.
No filme Fitzcarraldo de Werner Herzog, com Klaus Kinski no papel de Fitzcarraldo, aparece, no início da projeção, uma entrada de Caruso na Ópera de Manaus, no Brasil, onde Caruso de fato nunca se apresentou.
Os últimos dias da sua vida são narrados de forma romantizada na canção Caruso, de Lucio Dalla (1986).
Caruso faleceu em 2 de Agosto de 1921, de complicações decorrentes de uma infecção pulmonar na cidade de Sorrento, Itália.

## Repertório
O repertório operístico de Caruso consistia principalmente em obras italianas, juntamente com alguns papéis em francês. Ele também apresentou duas óperas alemãs, Lohengrin de Wagner e Die Königin von Saba de Goldmark, cantando em italiano, no início de sua carreira. Seguem abaixo as primeiras apresentações de Caruso, em ordem cronológica, de cada uma das óperas que realizou no palco. As estreias mundiais são indicadas com **.
Caruso assinando seu autógrafo; ele foi gentil com os fãs
- L'amico Francesco (Morelli) - Teatro Nuovo, Napoli, 15 de março de 1895 (estreia) **
- Fausto - Caserta, 28 de março de 1895
- Cavalleria rusticana - Caserta, abril de 1895
- Camões (Musoni) - Caserta, maio de 1895
- Rigoletto - Napoli, 21 de julho de 1895
- La traviata - Napoli, 25 de agosto de 1895
- Lucia di Lammermoor - Cairo, 30 de outubro de 1895
- La Gioconda - Cairo, 9 de novembro de 1895
- Manon Lescaut - Cairo, 15 de novembro de 1895
- I Capuleti ei Montecchi - Napoli, 7 de dezembro de 1895
- Malia ( Francesco Paolo Frontini ) - Trapani, 21 de março de 1896
- La sonnambula - Trapani, 25 de março de 1896
- Mariedda ( Gianni Bucceri  [ it ] ) - Napoli, 23 de junho de 1896
- I puritani - Salerno, 10 de setembro de 1896
- La Favorita - Salerno, 22 de novembro de 1896
- A San Francisco (Sebastiani) - Salerno, 23 de novembro de 1896
- Carmen - Salerno, 6 de dezembro de 1896
- Un Dramma in vendemmia (Fornari) - Napoli, 1 de fevereiro de 1897
- Celeste (Marengo) - Napoli, 6 de março de 1897 **
- Il Profeta Velato (Napolitano) - Salerno, 8 de abril de 1897
- La bohème - Livorno, 14 de agosto de 1897
- La Navarrese - Milano, 3 de novembro de 1897
- Il Voto (Giordano) - Milão, 10 de novembro de 1897 **
- L'arlesiana - Milano, 27 de novembro de 1897 **
- Pagliacci - Milano, 31 de dezembro de 1897
- La bohème (Leoncavallo) - Genova, 20 de janeiro de 1898
- The Pearl Fishers - Genova, 3 de fevereiro de 1898
- Hedda (Leborne) - Milão, 2 de abril de 1898 **
- Mefistofele - Fiume, 4 de março de 1898
- Sapho (Massenet) - Trento, 3 de junho (?) 1898
- Fedora - Milão, 17 de novembro de 1898 **
- Iris - Buenos Aires, 22 de junho de 1899
- La regina di Saba (Goldmark) - Buenos Aires, 4 de julho de 1899
- Yupanki (Berutti) - Buenos Aires, 25 de julho de 1899 **
- Aida - São Petersburgo, 3 de janeiro de 1900
- Un ballo in maschera - São Petersburgo, 11 de janeiro de 1900
- Maria di Rohan - São Petersburgo, 2 de março de 1900
- Manon - Buenos Aires, 28 de julho de 1900
- Tosca - Treviso, 23 de outubro de 1900
- Le maschere (Mascagni) - Milão, 17 de janeiro de 1901 **
- L'elisir d'amore - Milão, 17 de fevereiro de 1901O esboço de Caruso de si mesmo como Don José in Carmen, 1904

- Lohengrin - Buenos Aires, 7 de julho de 1901
- Germânia - Milão, 11 de março de 1902 **
- Don Giovanni - Londres, 19 de julho de 1902
- Adriana Lecouvreur - Milão, 6 de novembro de 1902 **
- Lucrezia Borgia - Lisboa, 10 de março de 1903
- Les Huguenots - Nova York, 3 de fevereiro de 1905
- Martha - Nova York, 9 de fevereiro de 1906
- Madama Butterfly - Londres, 26 de maio de 1906
- L'Africana - Nova York, 11 de janeiro de 1907
- Andrea Chénier - Londres, 20 de julho de 1907
- Il trovatore - Nova York, 26 de fevereiro de 1908
- Armide - Nova York, 14 de novembro de 1910
- La fanciulla del West - Nova York, 10 de dezembro de 1910 **
- Julien - Nova York, 26 de dezembro de 1914
- Samson et Dalila - Nova York, 24 de novembro de 1916
- Lodoletta - Buenos Aires, 29 de julho de 1917
- Le prophète - Nova York, 7 de fevereiro de 1918
- L'amore dei tre re - Nova York, 14 de março de 1918
- La forza del destino - Nova York, 15 de novembro de 1918
- La Juive - Nova York, 22 de novembro de 1919

## Mídia
- "O soave fanciulla" from Puccini's La bohème, with Nellie Melba (1907)
- "O Mimì, tu più non torni" with Antonio Scotti as Marcello from La bohème (1907)
- "Vesti la giubba" from Leoncavallo's Pagliacci (1907)
- "No! Pagliaccio non son!" from Pagliacci (1910)
- "Recondita armonia" from Puccini's Tosca (1908)
- "La donna è mobile", from Verdi's Rigoletto (1908)
- "O merveille! ... A moi les plaisirs" from Gounod's Faust, with Marcel Journet (1910)
- "Una furtiva lagrima" from Donizetti's L'elisir d'amore (1911)
- "Manon! avez-vous peur ... On l'appelle Manon" from Massenet's Manon (1912)
- "Ave Maria" (Percy Kahn) Mischa Elman on violin (1913)
- "Sì, pel ciel marmoreo giuro!" with Titta Ruffo, from Verdi's Otello (1914)
- "È scherzo od è follia", from Verdi's Un ballo in maschera, with Frieda Hempel, Maria Duchêne, Andrés de Segurola and Léon Rothier (1914)
- "O souverain, O juge, O père!" from Massenet's Le Cid (1916)
- "Ombra mai fu" from Handel's Serse (1920)
- "La Partida" (1914)